# Reuben Noble-Lazarus
Pour les articles homonymes, voir Noble et Lazarus.
Reuben Courtney Noble-Lazarus, couramment appelé Reuben Noble-Lazarus, est un footballeur anglo-grenadien, né le 16 août 1993 à Huddersfield, Angleterre. Évoluant au poste d'avant-centre ou ailier, il a joué pour Barnsley, Scunthorpe et Rochdale. 
Il est célèbre pour détenir le record du joueur le plus jeune à avoir joué un match de Football League, à l'âge de 15 ans et 45 jours.

## Biographie

### Carrière de joueur
Natif d'Huddersfield, il est formé à Barnsley pour qui il joue son premier match en équipe première le 30 septembre 2008, en entrant en jeu à la 84e minute d'une défaite 0-3 contre Ipswich Town à Portman Road en Championship, remplaçant Martin Devaney (en).
Il devient à cette occasion le plus jeune joueur à avoir joué un match de Football League, à l'âge de 15 ans et 45 jours, battant le record établi 79 ans auparavant par Albert Geldard (en), le 16 septembre 1929 et égalé par Ken Roberts (en), en 1951, qui avaient joué un match respectivement pour Bradford Park Avenue (en) et pour Wrexham, à l'âge de 15 ans et 158 jours.
Son entraîneur Simon Davey (en) avait déjà voulu le faire jouer quelque temps auparavant à l'occasion d'un match de League Cup, mais n'avait pas pu car il n'avait alors pas encore 15 ans, ce qui constitue un âge limite pour participer à cette compétition.
Il connut plusieurs autres entrées en cours de jeu avant de jouer son premier match comme titulaire le 25 avril 2011, sous la direction du nouvel entraîneur, Mark Robins. Il inscrit son premier but en équipe première lors de la dernière journée de la saison 2010-11, contre Millwall.
Il part ensuite en prêt pour Scunthorpe United du 12 novembre 2013 au 1er janvier 2014 puis pour Rochdale du 27 octobre 2014 jusqu'en janvier 2015.
Il ne retourne pas à Barnsley (pour qui il aura joué un total de 48 matches de Championship) car Rochdale, convaincu par son prêt, décide l'engager définitivement et le fait signer un contrat de 18 mois le 13 janvier 2015.

### Carrière internationale
Ses origines grenadiennes lui permettent de postuler pour une place en équipe de Grenade, souhait qu'il a exprimé publiquement.